# Pectinia elongata
Pectinia elongata is een rifkoralensoort uit de familie van de Pectiniidae. De wetenschappelijke naam van de soort is voor het eerst geldig gepubliceerd in 1892 door Rehberg.